# آنتونیو آلوکا
آنتونیو آلوکا (ایتالیایی: Antonio Allocca؛ ‏ ۲۴ ژوئن ۱۹۳۷ – ۳۱ دسامبر ۲۰۱۳) هنرپیشه اهل کشور ایتالیا و زادهٔ شهر پوتیچی در ناپل بود. وی بین سال‌های ۱۹۵۶ تا ۲۰۰۷ میلادی فعالیت می‌کرد.
از فیلم‌هایی که وی در آن‌ها نقش داشته‌است، می‌توان به و اینک سکس و کافه اکسپرس اشاره نمود.